# 马场河 (都柳江)
马场河，位于中国贵州省南部，是柳江上游都柳江段左岸支流，上游也称阳河，发源于都匀市奉合水族乡西南，向东流经阳和水族乡后进入三都水族自治县境，在三都县丰乐镇交然村转向南流，至大河镇东汇入都柳江。河长41千米，落差1029米，流域面积376平方千米。流域内属于国家级贫困地区，少数民族占总人口的96.7%，其中水族人口占总人口的52%。